# Sarod

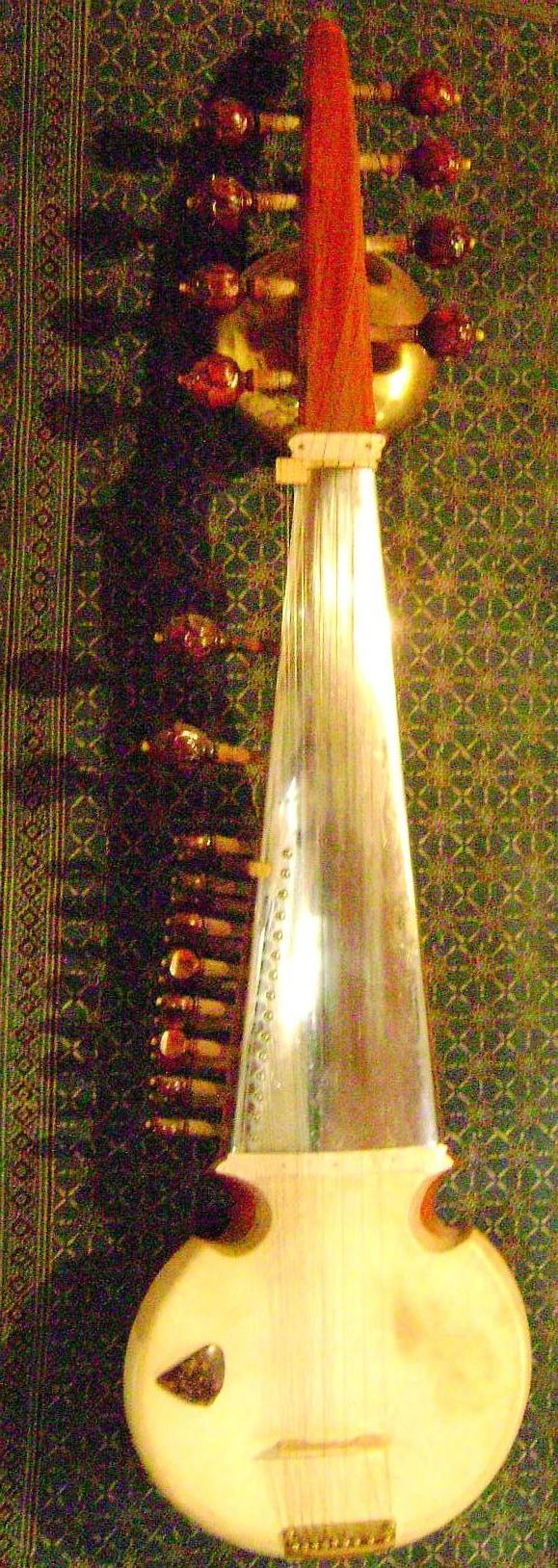
Sarod.

El sarod es un instrumento musical de cuerda, utilizado principalmente en música clásica indostaní. Junto con el sitar, es uno de los instrumentos principales en la música clásica del norte de India. El sarod es conocido por su profundo, grave e introspectivo sonido, en contraste con la dulce y extremadamente rica textura sonora del sitar. 

## Orígenes
El sarod no es un instrumento antiguo, probablemente no más de 150 o 200 años.
Se cree que el sarod tuvo sus raíces en Persia (Irán), ya que Sarod significa "bello sonido" en idioma persa. Otras escuelas sarodistas también consideran la fuente ancestral del sarod el rubab, un instrumento similar que tiene sus orígenes en Asia Central y Afganistán. El sarod es esencialmente un rebab bajo. El rebab fue modificado por Amir Khusru en el siglo XIII. El Dr. Lalmani Misra opina en su Bharatiya Sangeet Vadya que el sarod es una amalgamación de la chitra veena, del rebab medieval y de sursingar moderno.

## Descripción del instrumento
Es un instrumento de cuerda que pertenece a la familia del laúd, con mástil de metal sin trastes. El puente se reclina sobre una membrana tensa que cubre la caja de resonancia. 
El sarod convencional tiene de 20 a 25 cuerdas, - con 4 o 5 cuerdas principales para la melodía, 9 a 11 cuerdas simpatéticas, y cuerdas de zumbido drone -.
La posición del ejecutante de sarod es sentado y similar a la de otros instrumentos de música de cuerda como la guitarra española. Las cuerdas son percutidas con un plectro (púa) hecho de cáscara de coco, ébano o hueso. Las cuerdas son metálicas, de acero o de bronce fosfórico.

### Variación y evolución del Sarod
- El más convencional tiene entre 18-19 cuerdas. El diseño de este antiguo modelo es generalmente atribuido a Niyamatullah Khan así como a Ghulam Ali Khan.
- Otro tipo de sarod es el diseñado en 1934 por Allauddin Khan y su hermano Ayet Ali Khan. Es más grande y más largo que el convencional y consta de 25 cuerdas.

## Reconocidos sarodistas

### De más edad: pasado y presente
- Ut. Ali Akbar Khan (1922-2009)
- Ut. Aashish Khan (n. 1939)
- Ut. Amjad Ali Khan (n. 1945)
- Vasant Rai (1942-1985)
- Ut. Allaudin Khan (1880-1972)
- Pt. Buddhadev Dasgupta (n. 1933)
- Ut. Hafiz Ali Khan (1888-1972)

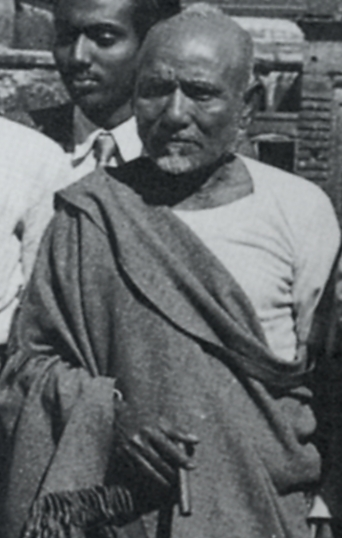
Ustad Alauddin Khan.

- Pt. Radhika Mohan Maitra (1917-1981)
- Pt.Vikash Maharaj(1957)
- Pradeep Barot (1953)

### Jóvenes
- Alam Khan (n.1982)
- Anupam Shobhakar
- Apratim Majumdar(n.1978)
- Aditya Verma (n. 1970)
- Amaan Ali Bangash (n. 1977)
- Arko Sen
- Asad Qizilbaksh-Pakistan
- Amitava Majumdar
- Anirban Dasgupta (n. 1968)
- Arnab Chakrabarty (n. 1980)
- Ayaan Ali Bangash (n. 1979)
- Basant Kabra
- Bidyut Khan
- Biswajit Roy Chowdhury (n. 1956)
- Devjyoti Bose
- Eduardo Laguillo
- Gaurang Doshi (n. 1969)
- Kalyan Mukherjee
- Krishnamurti Sridhar
- Pt. Mukesh Sharma
- Pt.Rajan Kulkarni
- Professor Narendranath Dhar (n. 1958)
- Partho Sarathy Chowdhury (n. 1960)
- Pratik Shrivastava (n. 1987)
- Prattyush Banerjee (n. 1969)
- Pushpen Dey
- Rajeeb Chakraborty (n. 1963)
- Ranajit Sengupta
- Shekar Borkar
- Sumita Kundu
- Tejendra Narayan Majumdar (n. 1961)
- Vasant Sonone
- Vikash Maharaj (n. 1957)
- Wajahat Khan